# Ioan Lupescu
Ioan Angelo Lupescu (Bukarest, 1968. december 9. –) román válogatott labdarúgó, posztját tekintve középpályás.

## Pályafutása

### Klubcsapatokban
Pályafutását a Mecanică Fină utánpótláscsapatában kezdte 1979-ben. 1982-ben a Dinamo Bucureștihez igazolt, ahol a felnőtt csapatban és a román első osztályban 1986. szeptember 21-én mutatkozott be. Az 1989–90-es szezon végén bajnokságot és kupát is sikerült megnyernie a Dinamoval, ami után a bundesligaban szereplő Bayer Leverkusen együtteséhez szerződött. 1993-ban a Bayer színeiben megnyerte a Német kupát és bejutott az UEFA-kupa elődöntőjébe az 1994–95-ös szezonban. A Bayernél eltöltött hat idény után 1996-ban a Borussia Mönchengladbach csapatához igazolt két évre. 1998-ban hazatért a Dinamo Bucureștihez, ahol szintén két évet töltött. Második idénye végén, 2000-ben ismét román bajnoki címet szerzett. Egy kis időre a török Bursaspor csapatát erősítette, de a 2000–01-es szezon kezdetén ismét visszatért a Dinamohoz. 2001. október 29-én fél évre aláírt a Szaúd-arábiai Al-Hilal FC csapatához, azonban a túl magas hőmérséklethez nem tudott alkalmazkodni, emiatt még az év őszén visszaigazolt a Dinamoba, immáron negyedszer pályafutása során. A 2001–2002-es bajnokság végén bejelentette visszavonulását.

### A válogatottban
A román válogatottban 1988. február 3-án egy Izrael elleni barátságos mérkőzésen mutatkozott be. A mérkőzést 2–0 arányban megnyerték a románok.
Részt vett az 1996-os és a 2000-es Európa-bajnokságon, illetve az 1990-es és az 1994-es világbajnokságon.
A nemzeti csapatban 1988. és 2000. között összesen 74 mérkőzésen lépett pályára és 6 gólt szerzett.

#### Válogatottban szerzett góljai
| # | Dátum               | Helyszín                                            | Ellenfél    | Eredmény | Végeredmény | Kiírás               |
| - | ------------------- | --------------------------------------------------- | ----------- | -------- | ----------- | -------------------- |
| 1 | 1990. augusztus 29. | Luzsnyiki Stadion, Moszkva, Szovjetunió             | Szovjetunió | 2–0      | 2–1         | Barátságos           |
| 2 | 1990. december 5.   | Lia-Manoliu Stadion, Bukarest, Románia              | San Marino  | 4–0      | 6–0         | 1992-es Eb-selejtező |
| 3 | 1992. május 6.      | Ghencea Stadion, Bukarest, Románia, Brassó, Románia | Feröer      | 5–0      | 7–0         | 1994-es vb-selejtező |
| 4 | 1992. május 20.     | Ghencea Stadion, Bukarest, Románia                  | Wales       | 2–0      | 5–1         | 1994-es vb-selejtező |
| 5 | 1992. május 6.      | Ghencea Stadion, Bukarest, Románia                  | Wales       | 3–0      | 5–1         | 1994-es vb-selejtező |
| 6 | 1999. augusztus 18. | Tszirion Stadion, Limassol, Ciprus                  | Ciprus      | 1–1      | 2–2         | Barátságos           |

## Sikerei, díjai
Dinamo București
- Román bajnok (3): 1989–90, 1999–00, 2001–02
- Román kupagyőztes (3): 1989–90, 1999–00, 2001–02

Bayer Leverkusen
- Német kupagyőztes (1): 1992–93

## Külső hivatkozások
- Ioan Lupescu Archiválva 2009. március 12-i dátummal a Wayback Machine-ben – a fifa.com honlapján
- Ioan Lupescu – a National-football-teams.com honlapján